# Markus Katzer
Markus Katzer, född 11 december 1979, är en österrikisk fotbollsspelare som spelar för Admira Wacker.

## Klubbkarriär
Han började sin karriär i ASK Erlaa och gick därefter till Admira Wacker Mödling. Han spelade där fram till 2004 när han flyttade till Rapid Wien, där han har vunnit ligan två gånger och spelat i UEFA Champions League.
Han spelar främst som vänsterback. 

## Landslagskarriär
Han gjorde sin debut för Österrikes landslag i en vänskapsmatch i augusti 2003 mot Costa Rica. Han var även med i Österrikes trupp vid fotbolls-EM 2008.

## Meriter
- Österrikiska Bundesliga (2):
  - 2005, 2008